# Протоколы модемной связи
При установке связи между двумя компьютерами модемы должны предоставить друг другу информацию о скорости связи, корректировке ошибок и сжатии данных. Для этого и существуют протоколы — стандартизированные алгоритмы работы модема.

## Список стандартных протоколов
Стандартные протоколы утверждены Международным союзом электросвязи (ITU).

### V.21
Обеспечивает скорость передачи данных 300 бит/с в дуплексном режиме. Допускает также передачу факсимильных сообщений.

### V.22
Скорость составляет 1200 бит/с в дуплексном режиме.

### V.22bis
Вторая редакция протокола V.22, отличается увеличенной скоростью 2400 бит/с и допускает дуплексный режим.

### V.23
Асимметричный протокол 75 бит/с в восходящем (от пользователя) канале и 600 или 1200 бит/с — в нисходящем.
В конце 1980-х — начале 1990-х годов множество выпускавшихся тогда нестандартных модемов, использовавших нестандартную, как правило — реализуемую программно модуляцию маркировались как соответствующие стандарту «V.23 mode 2». На практике они не были совместимы между собой, а реальная скорость работы более быстрого канала могла колебаться от 300 до 5600 бит/с.
Наиболее известным представителем такого типа модемов являлись модемы Лександ.
Модификация протокола V.23, позволяющая менять восходящий и нисходящий канал местами в процессе работы, используется во французской компьютерной сети Минитель (фр. Minitel). Также существует версия протокола V.27, которая используется как четырехпроводная версия с фазовой модуляцией 1800 Гц.

### V.29
Асимметричный протокол 2400/2400-4800-7200-9600, позволяющий переключать направление, в котором работает более скоростной канал, в процессе работы. Является стандартным для факсов, но в модемах большого распространения не получил в связи с более низкой помехоустойчивостью, чем V.32, и рядом проблем с патентами.

### V.32
Дуплексный режим, скорость 4800 и 9600 бит/с, допускает автоматическую настройку скорости передачи.

### V.32bis
Расширение V.32 до скорости 14400 бит/с.

### V.32terbo
Расширение V.32bis до скорости 19200 бит/с, а у USR Courier - до 21600 бит/с. Такой странный суффикс (ter означал бы третью ревизию) был принят, чтобы, во-первых, подчеркнуть неполную официальность этой версии стандарта, а, во-вторых, потому, что суффикс tubro был использован для обозначения расширения исходного V.32 до 12000 бит/с. Стандарт, в итоге, так и не был утверждён, но поддерживался модемами, до вытеснения протоколом V.34.

### V.34
Дуплексный протокол, максимальная скорость 28800 бит/с. Может также поддерживать 24000 и 19200 бит/с.

### V.34bis
Другое название — V.34+.
Максимальная скорость 33600 бит/с. Пониженные скорости: 31200, 24000 и 19200 бит/с. В действительности, исходный стандарт V.34 уже описывал эти скорости, но внедрялся постепенно, по мере увеличения мощности DSP в модемах и улучшения качества линий, допускавших большие модуляционные скорости. V.34+ и V.34bis, таким образом, являются не названиями стандарта, а торговыми марками или рекламными слоганами определённых фирм.

### V.42
Протокол обнаружения и коррекции ошибок для передачи данных с высокими скоростями.

### V.42bis
Протокол сжатия данных. Допускает переключение из режима сжатия в прозрачный режим и обратно, причем, независимо для каждого направления.

### V.44
Протокол сжатия данных.

### V.70
Обеспечивает одновременную передачу голоса и данных.

### V.80
Протокол видеосвязи. Обеспечивает скорость передачи видео до 10—15 кадров в секунду.

### V.90
Дуплексный асимметричный высокоскоростной протокол передачи. Скорость в прямом направлении достигает 56000 бит/с, а в обратном — 33600 бит/с.

### V.92
Самый современный протокол. Скорость в прямом направлении 56000 бит/с, а в обратном — 48600 бит/с.

### V.110
Протокол для сетей ISDN, позволяющий также устанавливать соединение с модемами на аналоговых линиях. Скорость в синхронном режиме может достигать 64000 бит/с.

### V.120
Альтернатива протоколу V.110 с использованием LAPD.

### V.150.1
Протокол модемной связи поверх IP-телефонии.

## Нестандартизированные протоколы
Помимо протоколов, утверждённых ITU, существует множество других, которые были разработаны производителями оборудования или же приняты в какой-то стране.
- Bell 103 и Bell 212A — применялись в США до принятия стандартов ITU-T V.21 и V.22, соответственно
- Bell 202 — ещё один ранний протокол модемной связи, похожий на V.23
- HST — фирменный протокол компании U.S.Robotics, доступный только в модемах семейства Courier и серверах доступа. Особенностью протокола является адаптивный дуплекс — детектирование потока данных с последующим согласованием большей скорости от передающей стороны к принимающей. Современная скорость - 450/16800 бит/с, в более ранних версиях - 300/14400 бит/с и - 300/9600 бит/с. Выдающаяся помехоустойчивость — одно из преимуществ протокола, позволяющая передавать данные на высокой скорости через такие линии, где использование протоколов семейства ITU-T аналогичной скорости практически лишено смысла.
- V.32turbo — расширение протокола V.32, появившееся до стандарта V.32bis, и позволявшее передавать на скорости 12000 бит/с, даже при использовании стандартных решений (чипсетов и firmware) для модемов V.32. Применялось, в основном, в модемах с торговой маркой ZOOM. Вошло, как подмножество, в протокол V.32bis.
- V.FC или V.fast — протокол, разработанный компанией Rockwell. Поддерживает скорость связи от 14400 до 28800 бит/с. Помимо модемов Rockwell, встречался и в старых модемах USRobotics наравне с V.34.
- K56flex и x2 — одновременно разработаны компаниями Lucent и Rockwell, с одной стороны, и U.S. Robotics, с другой. Поддерживают скорость связи до 56000 бит/с, но взаимно несовместимы. Использование было актуально до принятия стандарта ITU-T V.90, в настоящее время практического смысла в применении не имеют.
- PEP (Packet Ensemble Protocol) — фирменный протокол компании Telebit с адаптивным дуплексом, скорость до 18000 бит/с в идеальных условиях, и 23000 бит/с для TurboPEP, более новой версии. Высочайшая помехоустойчивость достигается делением частотного спектра ТЧ на 512 каналов, с передачей данных только по тем из них, которые позволяют принимать 6-битные пакеты данных без потерь. Несмотря на банкротство Telebit и появление высокоскоростных протоколов V.34 и V.90, модемы Telebit до сих пор могут быть востребованными благодаря наличию PEP/TurboPEP для передачи данных при соединении точка-точка.
- ZYX — фирменный протокол компании ZyXEL, впервые примененный в модемах семейства U-1496. Дуплексный, скорость передачи данных 16800 бит/с и 19200 бит/с (только для моделей с индексом «+»). После принятия стандарта V.34 практическое применение лишено смысла.
- ATMT (Адаптивная ТрансМультиплексорная Технология) — фирменный протокол компании  Proxyma Communications для модемов серии CyBear T34 (также известных под маркой Zelax Т34). Полудуплексный, скорость передачи — до 30000 бит/с (адаптивно с шагом 75 бит/с) в режиме коммутируемого канала; на стандартном диапазоне ТЧ 300...3400 Гц — 24000 бит/с. В случае асимметрии потоков данных пропускная способность модема перераспределяется между направлениями. Тип модуляции — многоканальная (до 60 каналов по 75 Гц) АФМ с нелинейным кодированием и числом точек сигнального пространства до 256. Предназначен для работы на линиях с высоким уровнем шумов и импульсных помех, каналах с ограниченным спектром частот.

## Протоколы передачи факсимильных сообщений

### V.17ter
Скорость до 19200 бит/с, встречается не во всех модемах.

### V.17
Скорость до 14400 бит/с, используется в современных модемах, но, поскольку большинство факсимильных аппаратов рассчитано на 9600 бит/с, на практике преимуществ не даёт.

### V.27ter
Скорость 2400—4800 бит/с, встречается в старых модемах, но его поддерживают и многие современные модемы.

### V.29
Скорость 7200—9600 бит/с, поддерживают все современные модемы.